# Rajdowe Samochodowe Mistrzostwa Polski 2017
Rajdowe Samochodowe Mistrzostwa Polski 2017, a właściwie Inter Cars Rajdowe Samochodowe Mistrzostwa Polski 2017 to kolejny sezon rajdów samochodowych rozgrywanych w roku 2017, mających na celu wyłonienie najlepszego kierowcy wraz z pilotem na polskich drogach.

## Kalendarz[1]
| Runda | Data                         | Nazwa rajdu                | Baza rajdu     | Nawierzchnia | Zwycięzca         |
| ----- | ---------------------------- | -------------------------- | -------------- | ------------ | ----------------- |
| 1     | 21–23 kwietnia               | 45. Rajd Świdnicki KRAUSE  | Świdnica       | Asfalt       | Filip Nivette     |
| 2     | 26–28 maja                   | 14. Rajd Gdańsk Baltic Cup | Gdańsk         | Szuter       | Filip Nivette     |
| 3     | 3–5 sierpnia                 | 27. Rajd Rzeszowski        | Rzeszów        | Asfalt       | Bryan Bouffier    |
| 4     | 7–9 września                 | 51. Rajd Dolnośląski       | Duszniki-Zdrój | Asfalt       | Filip Nivette     |
| 5     | 29 września – 1 października | 5. Rajd Nadwiślański       | Lublin         | Asfalt       | Filip Nivette     |
| 6     | 13–15 października           | 1. Rajd Śląska             | Chorzów        | Asfalt       | Tomasz Kasperczyk |

## Wyniki
| Runda | Nazwa Rajdu                                     | Podium  | Podium               | Podium                   | Podium    |
| Runda | Nazwa Rajdu                                     | Miejsce | Kierowca             | Samochód                 | Czas      |
| ----- | ----------------------------------------------- | ------- | -------------------- | ------------------------ | --------- |
| 1     | Rajd Świdnicki KRAUSE (21–23 kwietnia) — Wyniki | 1       | Filip Nivette        | Skoda Fabia R5           | 1:18:14,6 |
| 1     | Rajd Świdnicki KRAUSE (21–23 kwietnia) — Wyniki | 2       | Zbigniew Gabryś      | Ford Fiesta R5           | +38,9     |
| 1     | Rajd Świdnicki KRAUSE (21–23 kwietnia) — Wyniki | 3       | Tomasz Kasperczyk    | Ford Fiesta R5           | +1:08,2   |
|       |                                                 |         |                      |                          |           |
| 2     | Rajd Gdańsk Baltic Cup (27–29 maja) — Wyniki    | 1       | Filip Nivette        | Skoda Fabia R5           | 1:01:16,0 |
| 2     | Rajd Gdańsk Baltic Cup (27–29 maja) — Wyniki    | 2       | Dominykas Butvilas   | Skoda Fabia R5           | +52,3     |
| 2     | Rajd Gdańsk Baltic Cup (27–29 maja) — Wyniki    | 3       | Jarosław Kołtun      | Ford Fiesta R5           | +1:36,9   |
|       |                                                 |         |                      |                          |           |
| 3     | Rajd Rzeszowski (3–5 sierpnia) — Wyniki         | 1       | Bryan Bouffier       | Ford Fiesta R5           | 1:58:12,6 |
| 3     | Rajd Rzeszowski (3–5 sierpnia) — Wyniki         | 2       | Kajetan Kajetanowicz | Ford Fiesta R5           | +38,5     |
| 3     | Rajd Rzeszowski (3–5 sierpnia) — Wyniki         | 3       | Grzegorz Grzyb       | Skoda Fabia R5           | +59,8     |
|       |                                                 |         |                      |                          |           |
| 4     | Rajd Dolnośląski (8–9 września) — Wyniki        | 1       | Filip Nivette        | Skoda Fabia R5           | 1:14:59,3 |
| 4     | Rajd Dolnośląski (8–9 września) — Wyniki        | 2       | Zbigniew Gabryś      | Ford Fiesta R5           | +1:21,6   |
| 4     | Rajd Dolnośląski (8–9 września) — Wyniki        | 3       | Tomasz Kasperczyk    | Ford Fiesta R5           | +1:22,4   |
|       |                                                 |         |                      |                          |           |
| 5     | Rajd Nadwiślański (6–8 października) — Wyniki   | 1       | Filip Nivette        | Skoda Fabia R5           | 1:15:33,2 |
| 5     | Rajd Nadwiślański (6–8 października) — Wyniki   | 2       | Zbigniew Gabryś      | Ford Fiesta R5           | +1:35,5   |
| 5     | Rajd Nadwiślański (6–8 października) — Wyniki   | 3       | Tomasz Kasperczyk    | Ford Fiesta R5           | +1:50,6   |
|       |                                                 |         |                      |                          |           |
| 6     | Rajd Śląska (13–15 października) — Wyniki       | 1       | Tomasz Kasperczyk    | Ford Fiesta R5           | 1:19:52,3 |
| 6     | Rajd Śląska (13–15 października) — Wyniki       | 2       | Mikołaj Marczyk      | Subaru Impreza STI       | +1:55,9   |
| 6     | Rajd Śląska (13–15 października) — Wyniki       | 3       | Łukasz Kotarba       | Mitsubishi Lancer Evo IX | +2:11,8   |
|       |                                                 |         |                      |                          |           |

## Klasyfikacja generalna kierowców RSMP w sezonie 2017[2]
| Miejsce | 1  | 2  | 3  | 4  | 5  | 6 | 7 | 8 | 9 | 10 |
| Punkty  | 25 | 18 | 15 | 12 | 10 | 8 | 6 | 4 | 2 | 1  |

Przyznawane są także punkty za ostatni odcinek specjalny zwany Power Stage: za zwycięstwo – 3, drugie miejsce – 2 i trzecie – 1 punkt. W końcowym zestawieniu RSMP sklasyfikowani zostali zawodnicy, którzy wystąpili w minimum dwóch rajdach w sezonie, zgodnie z 19.1 punktem regulaminu RSMP. 
| Poz. | Kierowca            | Świdnicki | Gdańsk | Rzeszowski | Dolnośląski | Nadwiślański | Śląska | Suma punktów |
| ---- | ------------------- | --------- | ------ | ---------- | ----------- | ------------ | ------ | ------------ |
| 1    | Filip Nivette       | 125+3     | 125+3  | 68         | 125+3       | 125+3        |        | 120          |
| 2    | Tomasz Kasperczyk   | 315+2     | 510    | 510        | 315+1       | 315+1        | 125+3  | 97           |
| 3    | Zbigniew Gabryś     | 218       | 68     | NU         | 218+2       | 218+2        | NU     | 66           |
| 4    | Mikołaj Marczyk     | 76        | NU     |            | 412         | 68           | 218+1  | 45           |
| 5    | Dominykas Butvilas  | 510       | 218+2  | 15         | 26          | NU           | 412+2  | 44           |
| 6    | Bryan Bouffier      | NU        | 315    | 125+2      | NU          | NU           |        | 42           |
| 7    | Marcin Słobodzian   | 84        | NU     | NU         | 68          | 510          | 510    | 32           |
| 8    | Łukasz Kotarba      | 14        | 15     | NU         | 510         | 76           | 315    | 31           |
| 9    | Marcin Gagacki      | 412+1     | 76     | 76         |             |              |        | 25           |
| 10   | Jakub Brzeziński    | 101       |        | NU         |             | 412          |        | 13           |
| 11   | Jacek Jurecki       | NU        | 14     | NU         | 7           | 10           | 7      | 13           |
| 12   | Tomasz Gryc         | 12        | 11     | 10         | 9           | 11           | 6      | 11           |
| 13   | Hubert Maj          | 6         | 12     | NU         | 17          | 9            | 20     | 10           |
| 14   | Jan Chmielewski     | 9         | 13     | 8          | 19          | 8            |        | 10           |
| 15   | Łukasz Byśkiniewicz | 13        | NU     | 12         | 8           | 12           | NU     | 4            |
| 16   | Grzegorz Bonder     | 18        | 18     | 13         | 28          |              | 8      | 4            |
| 17   | Paweł Krysiak       | 25        |        |            | 12          | 13           | 9      | 2            |
| 18   | Dariusz Topolewski  | 16        | 9      |            |             |              |        | 2            |
| 19   | Dariusz Lamot       | 19        | 16     | 33         | 10          | 14           | 10     | 2            |
| Poz. | Kierowca            | Świdnicki | Gdańsk | Rzeszowski | Dolnośląski | Nadwiślański | Śląska | Suma punktów |

| Kolor     | Opis                   |
| --------- | ---------------------- |
| Złoty     | Zwycięzca              |
| Srebrny   | 2. miejsce             |
| Brązowy   | 3. miejsce             |
| Zielony   | Punktowane miejsce     |
| Niebieski | Ukończył nie punktował |
| Fioletowy | Nie ukończył NU        |
| Czarny    | Wykluczony X           |
| Biały     | Nie wystartował NW     |
| Puste     | Nie brał udziału       |

## Zwycięzcy klas, zespoły i kluby
W wykazach przedstawiających zwycięzców poszczególnych klas pogrubioną czcionką zaznaczono kierowców i pilotów, którzy zdobyli tytuły mistrza, wicemistrza i drugiego wicemistrza Polski.

### Klasyfikacja generalna w klasie 2WD[4]
| Msc | Kierowca        | Pilot           | Punkty |
| --- | --------------- | --------------- | ------ |
| 1   | Tomasz Gryc     | Michał Kuśnierz | 109    |
| 2   | Jan Chmielewski | -               | 97     |
| 3   | Jacek Jurecki   | Michał Trela    | 78     |

### Klasyfikacja generalna w klasie 2[5]
| Msc | Kierowca          | Pilot           | Punkty |
| --- | ----------------- | --------------- | ------ |
| 1   | Filip Nivette     | Kamil Heller    | 108    |
| 2   | Tomasz Kasperczyk | Kacper Syty     | 92     |
| 3   | Zbigniew Gabryś   | Artur Natkaniec | 64     |

### Klasyfikacja generalna w klasie Open N[6]
| Msc | Kierowca        | Pilot           | Punkty |
| --- | --------------- | --------------- | ------ |
| 1   | Mikołaj Marczyk | -               | 83     |
| 2   | Hubert Maj      | Szymon Jasiński | 72     |
| 3   | Łukasz Kotarba  | -               | 72     |

### Klasyfikacja generalna w klasie Open 2WD[7]
| Msc | Kierowca          | Pilot        | Punkty |
| --- | ----------------- | ------------ | ------ |
| 1   | Jan Chmielewski   | -            | 112    |
| 2   | Szymon Rusin      | Paweł Ferdek | 66     |
| 3   | Andrzej Borkowski | -            | 61     |

### Klasyfikacja generalna w klasie 3[8]
| Msc | Kierowca        | Pilot        | Punkty |
| --- | --------------- | ------------ | ------ |
| 1   | Grzegorz Bonder | Jakub Gerber | 118    |

### Klasyfikacja generalna w klasie 4[9]
| Msc | Kierowca      | Pilot            | Punkty |
| --- | ------------- | ---------------- | ------ |
| 1   | Tomasz Gryc   | Michał Kuśnierz  | 112    |
| 2   | Jacek Jurecki | Michał Trela     | 83     |
| 3   | Dariusz Lamot | Jarosław Hryniuk | 69     |

### Klasyfikacja generalna w klasie 4F[10]
| Msc | Kierowca      | Pilot                     | Punkty |
| --- | ------------- | ------------------------- | ------ |
| 1   | Paweł Krysiak | Paweł Gacek               | 100    |
| 2   | Jacek Polok   | Katarzyna Pytel-Majkowska | 79     |

### Klasyfikacja generalna w klasie 4N[11]
| Msc | Kierowca          | Pilot         | Punkty |
| --- | ----------------- | ------------- | ------ |
| 1   | Krzysztof Dominik | Mateusz Zator | 68     |
| 2   | Marek Temple      | -             | 43     |
| 3   | Piotr Adamski     | -             | 40     |

### Klasyfikacja generalna w klasie HR3[12]
| Msc | Kierowca         | Pilot             | Punkty |
| --- | ---------------- | ----------------- | ------ |
| 1   | Radosław Pogan   | -                 | 86     |
| 2   | Adam Sidor       | -                 | 61     |
| 3   | Waldemar Janecki | Grzegorz Kwiecień | 50     |

### Klasyfikacja generalna w klasie HR4[13]
| Msc | Kierowca             | Pilot               | Punkty |
| --- | -------------------- | ------------------- | ------ |
| 1   | Marcin Kurp          | Sebastian Wach      | 101    |
| 2   | Bartłomiej Fizia     | Wojciech Kolaczek   | 89     |
| 3   | Tomasz Szupryczyński | Marek Szupryczyński | 73     |

### Klasyfikacja generalna w klasie HR+30[14]
| Msc | Kierowca        | Pilot           | Punkty |
| --- | --------------- | --------------- | ------ |
| 1   | Tomasz Grychtoł | Robert Kosiar   | 68     |
| 2   | Arkadiusz Kula  | Jarosław Janasz | 50     |

### Klasyfikacja klubowa[15]
| Msc | Klub                     | Punkty |
| --- | ------------------------ | ------ |
| 1   | Automobilklub Polski     | 394    |
| 2   | Automobilklub Śląski     | 239    |
| 3   | Automobilklub Galicyjski | 196    |

### Klasyfikacja Zespołów Sponsorskich[16]
| Msc | Zespół                           | Punkty |
| --- | -------------------------------- | ------ |
| 1   | Rallytechnology                  | 216    |
| 2   | Tiger Energy Drink Rally Team    | 119    |
| 3   | Blachdom Plus EvoTech Rally Team | 83     |

### Klasyfikacja Zespołów Producenckich[17]
| Msc | Zespół | Punkty |
| --- | ------ | ------ |
| 1   | Subaru | 100    |